# Sungai Ipuh Satu
Sungai Ipuh Satu is een bestuurslaag in het regentschap Muko-Muko van de provincie Bengkulu, Indonesië. Sungai Ipuh Satu telt 539 inwoners (volkstelling 2010).